# Catalogo dei dipinti della Quadreria dei Girolamini
Il catalogo dei dipinti della Quadreria dei Girolamini riporta le opere pittoriche custodite all'interno della Quadreria dei Girolamini, ubicato nell'omonimo complesso, a Napoli.

## Opere
| Foto | Titolo                                     | Autore                             |
| ---- | ------------------------------------------ | ---------------------------------- |
|      | Sposalizio mistico di Sant'Agnese          | Giovanni Bernardino Azzolino       |
| -    | Giudizio di Salomone                       | Francesco Allegrini                |
| -    | Tentazioni di San Francesco                | Francesco Allegrini                |
| -    | Giacobbe e l'angelo                        | Francesco Allegrini                |
| -    | Deposizione                                | Giovanni Antonio Amato             |
| -    | Sacra famiglia                             | Giovanni Antonio Amato             |
|      | Strage degli Innocenti                     | Giovanni Balducci (bottega)        |
| -    | San Girolamo                               | Giovanni Battista Benaschi         |
| -    | Testa di profeta                           | Giovanni Battista Benaschi         |
|      | Battesimo di Cristo                        | Battistello Caracciolo             |
|      | Cristo portacroce                          | Battistello Caracciolo             |
|      | Martirio di San Bartolomeo                 | Battistello Caracciolo             |
|      | San Pietro rapito al terzo cielo           | Cavalier d'Arpino                  |
|      | San Sebastiano                             | Cavalier d'Arpino                  |
| -    | Madonna col Bambino                        | Sebastiano Conca                   |
| -    | Cristo deposto                             | Lorenzo De Caro (attribuito)       |
|      | Madonna                                    | Paolo De Matteis                   |
| -    | Madonna col Bambino                        | Niccolò de Simone                  |
| -    | Putto dormiente                            | Niccolò de Simone                  |
| -    | Natività                                   | Giovan Filippo Criscuolo           |
| -    | Apparizione di Cristo alla Madonna         | Francesco Curradi (attribuito)     |
| -    | Isacco concede la primogenitura a Giacobbe | Francesco Curradi                  |
| -    | Natività                                   | Francesco Curradi                  |
| -    | Negazione di San Pietro                    | Francesco Curradi                  |
| -    | San Girolamo nello studio                  | Albrecht Dürer (copia)             |
| -    | Cristo servito dagli angeli                | Cesare Fracanzano                  |
| -    | Gesù bambino dormiente                     | Cesare Fracanzano                  |
| -    | Testa di Sant'Anastasio                    | Nicolas Froment (bottega)          |
| -    | Sacra Famiglia con San Giovannino          | Giovan Francesco Gessi             |
|      | Cacciata dei mercanti dal tempio           | Luca Giordano (bottega)            |
|      | Compianto su Cristo morto                  | Luca Giordano (attribuito)         |
|      | Madonna col Bambino                        | Luca Giordano                      |
| -    | Madonna col Bambino e san Giovannino       | Ignoto                             |
| -    | Salomè                                     | Ignoto                             |
| -    | La via del Giusto                          | Ignoto emiliano                    |
| -    | Sant'Andrea                                | Ignoto emiliano                    |
| -    | San Pietro                                 | Ignoto emiliano                    |
| -    | Crocifissione e dolenti                    | Ignoto fiammingo                   |
|      | Ecce Homo                                  | Ignoto fiammingo                   |
| -    | Salvator Mundi                             | Bartholomäus Spranger (attribuito) |
| -    | Madonna col Bambino                        | Ignoto greco-cretese               |
| -    | Sacra Famiglia e san Giovannino            | Ignoto greco-veneto                |
|      | Immacolata                                 | Ignoto napoletano                  |
| -    | Madonna col Bambino in trono               | Ignoto napoletano                  |
|      | Testa del Battista                         | Ignoto napoletano                  |
| -    | Presentazione al tempio                    | Girolamo Imparato (bottega)        |
| -    | Cacciata di Elidoro dal tempio             | Ludovico Mazzanti                  |
| -    | Morte di Ozia                              | Ludovico Mazzanti                  |
|      | Fuga in Egitto                             | Guido Reni                         |
|      | Incontro tra Gesù e san Giovanni Battista  | Guido Reni                         |
|      | Cristo flagellato                          | Jusepe de Ribera                   |
|      | San Giacomo Maggiore                       | Jusepe de Ribera                   |
|      | San Paolo                                  | Jusepe de Ribera                   |
|      | San Pietro                                 | Jusepe de Ribera                   |
|      | Sant'Andrea                                | Jusepe de Ribera                   |
|      | Madonna col Bambino e san Francesco        | Cristoforo Roncalli                |
|      | Adorazione dei Magi                        | Andrea Sabatini                    |
|      | I figli di Zebedeo davanti a Cristo        | Fabrizio Santafede                 |
|      | Lavanda del Bambino                        | Fabrizio Santafede                 |
| -    | Vergine Addolorata                         | Fabrizio Santafede                 |
| -    | Crocifissione                              | Girolamo Siciolante da Sermoneta   |
|      | Madonna col Bambino                        | Elisabetta Sirani                  |
|      | Mosè                                       | Francesco Solimena                 |
|      | David                                      | Francesco Solimena                 |
| -    | Nozze di Cana                              | Massimo Stanzione (attribuito)     |
|      | Testa di santa                             | Massimo Stanzione (attribuito)     |
| -    | Testa di santa                             | Massimo Stanzione                  |
|      | Cena ad Emmaus                             | Massimo Stanzione                  |
| -    | Sant'Onofrio                               | Matthias Stomer                    |
| -    | Santa Caterina d'Alessandria               | Agostino Tesauro                   |
|      | Santa Maria Maddalena                      | Agostino Tesauro                   |
| -    | Madonna col Bambino e san Giovannino       | Alessandro Turchi                  |
|      | Adorazione dei pastori                     | Andrea Vaccaro                     |
| -    | Sacrificio d'Isacco                        | Andrea Vaccaro                     |
| -    | San Girolamo                               | Hendrick van Somer                 |
| -    | Caduta di Simon Mago                       | Francesco Vanni (bottega)          |
| -    | Madonna col Bambino                        | Francesco Vanni                    |
| -    | La Trinità e i sette Angeli                | Antonio Maria Viani                |
| -    | Sacra famiglia                             | Antonio Viviani                    |
| -    | Adorazione dei Magi                        | Federico Zuccari                   |
|      | Madonna della Valicella                    | Carlo Sellitto                     |
| -    | Crocifissione con le anime purganti        | Giuseppe Piscopo                   |
|      | Sant'Orsola                                | Giovan Vincenzo Forlì              |
| -    | Martirio di San Gennaro                    | Onofrio De Lione                   |
|      | Angelo Custode                             | Giovanni Balducci                  |
| -    | Cristo tra i dottori                       | Giuseppe Simonelli                 |
| -    | Salomè con la testa del Battista           | Orazio Riminaldi (attribuito)      |
| -    | Maddalena nel deserto                      | Ignoto del XVII secolo             |
| -    | San Giovanni Battista nel deserto          | Ignoto del XVII secolo             |